# Ingelsfjorden
Ingelsfjorden er en fjordarm af Hadselfjorden på vestsiden av Hinnøya i  Nordland fylke  i Norge. Fjorden går otte kilometer mod øst til Ingelsfjordeidet. Fjorden har indløb gennem flere sunde. Vedøya ligger længst mod nord i indløbet og syd for denne ligger Brottøya. Austvågøya ligger mod sydvest. Raftsundet ligger mellem Austvågøya og Hinnøya, Hanøysundet går mellem Austvågøya og Brottøya, Vitjet mellem Brottøya og Vedøya og til slutt Vedøysundet længst mod nord.
Der er få bebyggelser langs fjorden, men på nordsiden  Ingelsfjord og på sydsiden Storå. Ingen af disse har vejforbindelse. Sør for bebyggelsen Ingelsfjord ligger Kalvøya og herfra og ind til Austneset blir fjorden kaldt Ytterfjorden. Det sidste stykke inn til enden af fjorden bliver kaldt Innerfjorden. Europavej E10 går langs en del af fjordens sydside, blandt andet gennem 1.260 meter lange Ingelsfjordtunnelen, og er en del af  Lofast-forbindelsen.